# Рибеский договор

герб (щит) короля Кристиана I, короля Шведов, Датчан, Норвежцев и Вендов и герцога Шлезвиг-Гольштейнского.

Рибеский договор (дат. Ribe-brevet meaning The Ribe letter; нем. Vertrag von Ripen) — прокламация, сделанная в 1460 году в Рибе королем Дании Кристианом I ряду голштинской знати, позволившая ему стать графом Гольштейна и получить контроль над герцогством Шлезвиг. Самая известная строка прокламации заключалась в том, что датское герцогство Шлезвиг и графство Гольштейн в составе Священной Римской империи теперь должны называться на исходном средненижненемецком языке «Навсегда неделимым» (нем. Up Ewig Ungedeelt).

## Документ
Прокламация была выпущена в 1460 году и объявила, что король Дании также является герцогом Шлезвига и графом Гольштейна. Другой пункт предоставлял дворянству право на восстание в случае нарушения королём соглашения (общая черта нескольких средневековых хартий о коронации). Соглашение было самым простым в отношении будущего Гольштейна, поскольку король Кристиан I просто добавил титул графа к своим существующим титулам. Ему было запрещено присоединять Гольштейн к Дании, и регион сохранил свою независимость и своё положение в качестве афтерлехена Саксен-Лауэнбурга и пребывал под властью Священной Римской империи.
Шлезвиг становился датским феодальным владением, и Кристиан I в качестве его герцога фактически стал вассалом самого себя как короля Дании. Это соглашение следует рассматривать как гарантию от чрезмерного доминирования Дании в новом союзе, а также защиту от раздела Гольштейна между датскими дворянами. Наиболее очевидным результатом этого различия было исключение Шлезвига из последующих датских законов, хотя средневековый датский Кодекс Ютландии был сохранён в качестве юридического кодекса Шлезвига. Другим важным, но гораздо более поздним событием было постепенное введение в герцогство немецкоязычных администраторов, что привело к постепенной, но постоянной германизации южной части провинции. Немецкая культура впервые распространилась в городах, скорее всего, в результате присутствия купцов из Ганзейского союза. Этот процесс значительно ускорился после лютеранской Реформации, которая ввела немецкую литургию в церквях южного Шлезвига, хотя на большей части этой территории языком общения был датский. Однако крупный прорыв в процессе германизации произошёл только в конце XVIII в.

## История

### Ранние средние века
С самого начала датской истории прямая граница с Франкским гсоударством представляла стратегическую угрозу датской независимости. Фактически, многие историки рассматривают строительство первых пограничных укреплений, известных как Даневирке, как первое доказательство возникновения независимого датского государства. Карл Великий стремился завоевать Данию, и датские короли поддерживали саксов, желающих избавиться от франкского владычества. Несмотря на небольшие войны, граница по реке Айдер была установлена относительно быстро. Эта граница, которую Дания позже считала своей «естественной границей», иллюстрируется камнем, когда-то установленным в стенах Рендсбурга (датский: Rendsborg), города на границе между Шлезвигом и Гольштейном. На камне была следующая надпись: Eidora Terminus Imperii Romani (Римская империя заканчивается на Гаге).